# Angel Angelov
Pour les articles homonymes, voir Angelov.
Angel Angelov est un boxeur bulgare né le 10 juillet 1948 à Sofia.

## Carrière
Angel Angelov remporte la médaille d'argent olympique des poids légers aux Jeux de Munich en 1972, perdant en finale contre l'Américain Sugar Ray Seales.